# MEIMU
MEIMU（めいむ、本名：内山 孝、1963年9月24日 - ）は、日本の男性漫画家。神奈川県出身。本郷高校デザイン科卒業。大阪芸術大学在学中に商業誌にデビューする。妻は漫画家の佐々木みすず。漫画家の克・亜樹は大学時代の同級生。
代表作は『DEATH MASK』『ぷっぷくマロロン』『キカイダー02』など。小説などからの漫画化作品もある。『スターオーシャン』（第一作）のキャラクターデザインも務めた。

## 作品リスト

### オリジナル
- DEATH
- SILK SCREEN
- FANCY
- EARTH（スーパーコンプ Vol.1収録）
- MEIMU IN THE WORLD MEIMU 初期作品集 1
- DEATH MASK
- 天空伝説リニアタス
- DEATH SHADOW
- 愛のエナジーハイパーミミ！
- AVENUE・M
- レシーブ
- ネオ昆虫世紀コーカサス
- ぱすてるぽいんと
- パワードミユちゃん
- CO-DOKU GAME
- 呪詛蛇
- MEIMU傑作集 卒業写真
- 魔導士スドウ
- ぷっぷくマロロン
- 彼ノ恕
- 冥夢短編集 好きな人は○○に××されました

### 原案付き
- 愛と哀しみのバンパイア（ソーサリアンシリーズ）
- ラプラスの魔（原案：安田均）
- KISS.(原作：今関あきよし）

### コミカライズ
- 鈴木光司原作
  - リング2（脚本：高橋洋）
  - バースデイ
  - リング0 バースデイ
  - 仄暗い水の底から
  - 貞子
- 石森章太郎原作
  - キカイダー02
  - イナズマンVSキカイダー
  - 仮面ライダー龍騎 13 RIDERS THE COMIC
  - スカルマン
- 玩具修理者（小林泰三）
- 呪怨/JUON
  - 呪怨2
- ガサラキ
- 機動戦士ガンダム MS IGLOO 603
  - MS IGLOO 黙示録 0079
  - MS IGLOO2 重力戦線

### イラスト
- 『トワイライトタイム 茉莉子冬物語』（川本耕次著、富士見書房富士見美少女文庫。表紙、口絵、本文イラスト）
- 『ハイスクール 八犬伝』（橋本治著、徳間書店トクマノベルズ ミオ。（[冥夢]2巻～8巻表紙、本文イラスト）
- MAN WITH A MISSION　『Tales of Purefly』ジャケット ブックレット

### キャラクターデザイン
- スターオーシャン

### アニメーション
- ダンス イン ザ ヴァンパイアバンド（デザインワークス、絵コンテ、エンドカードイラスト）

## アシスタント
- えすのサカエ